# Томаківське
Тома́ківське — село в Україні, в Нікопольському районі Дніпропетровської області. Входить до складу Першотравневської сільської громади. 
Колишній орган місцевого самоврядування — Криничуватська сільська рада. Населення — 50 мешканців.

## Географія
Село Томаківське знаходиться на відстані 1 км від села Веселе і за 1,5 км від села Охотниче. По селу протікає пересихаючий струмок з загатою. Поруч проходить автомобільна дорога Т 0435.

## Історія
12 червня 2020 року, відповідно до розпорядження Кабінету Міністрів України № 709-р від «Про визначення адміністративних центрів та затвердження територій територіальних громад Дніпропетровської області», увійшло до складу Першотравневської сільської громади.
19 липня 2020 року, в результаті адміністративно-територіальної реформи і ліквідації Нікопольського району(1923—2020), село увійшло до складу новоутвореного Нікопольського району.